# 疾病爆发

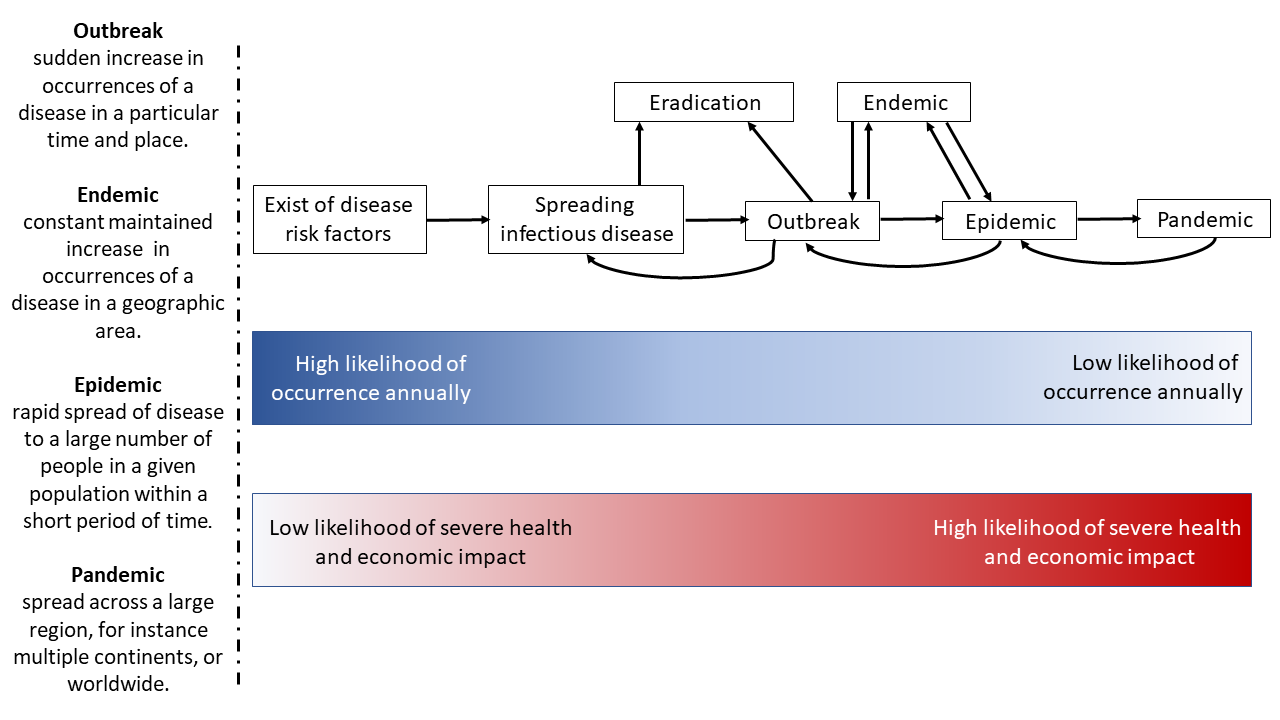
疾病爆发常伴随着流行病的出现，按流行程度可分类为小规模的地方性流行（Endemic），或大规模的地区性流行（Epidemic），或全球性的瘟疫/大流行（Pandemic）。

疾病爆发（英文：Disease outbreak）在流行病学上是指某种疾病在一段时间内患病人数的地区性突增。 疾病爆发可能是传染病，也可以是非传染病，如食物中毒。疾病爆发所致的疫情可能仅局限于某个社区或某个地区，但也可能影响较多人口、进而出现流行病（英文：Epidemic disease）。

## 种类
疾病爆发的种类，有不同的分类。
- 按照致病途径，可分为共源性爆发（英語：Common source）、传播性爆发（英語：Propagated）、混合型爆发等。共源性爆发意味着所有病患从同一源头染病，具体例子包括食物中毒、水源污染等。传播性爆发则意味着疾病由一个病患传播到另一个病患。[1]
- 按照致病机制，可分为传染性疾病和非传染性疾病。可更细分为人畜共通传染病、行为性疾病（如性病）、环境因素（食物中毒、营养不良），等等。[5][6]
- 如果疾病爆发导致了流行病疫情，则按照流行规模，可以分为小规模的“地方性流行”，或大规模的“地区性流行”，或全球性的“瘟疫/大流行”。[1][7]